# Blackburn
Blackburn (pron. /ˈblækbɜːrn/ ) è una cittadina di 124 983 abitanti del Lancashire, nel Regno Unito. Fu un centro chiave per l'industria tessile durante la rivoluzione industriale.

## Origine del nome

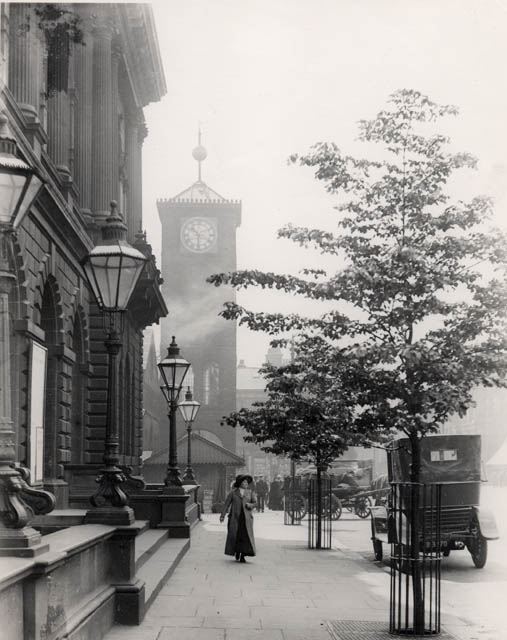
La torre dell'orologio di Blackburn

Il nome Blackburn ha origini incerte. È stato ipotizzato che il nome potrebbe essere una combinazione tra il nome Blakewater, che è il nome del fiume che passa a Blackburn, e la parola anglosassone Burn, che significa corso d'acqua. L'autore locale William Abram, in un libro dove parlava della storia della cittadina, riportò che l'antico nome della città era Blake Burne. Abram conferma anche che la storica regione nota come centena di Blackburn era storicamente chiamata Blakeburneshyre. Blackburn è citata sul Domesday Book, ed è chiamata Blacheburne e Blacheburn. Già nel XVII secolo, come visibile nella mappa di John Speed del 1610, la cittadina era chiamata Blackburn, mentre la regione era chiamata Blackburne. Ci sono speculazioni aneddotiche secondo cui il nome della città potrebbe semplicemente derivare da black burn, cioè corso d'acqua nero.

## Storia

### Età romana
Blackburn si trova nel punto dove una strada romana attraversava il fiume Blakewater. La strada collegava Bremetennacum Veteranorum, forte ausiliario romano situato nell'odierna cittadina di Ribchester, e Mancunium, fortezza romana situata a Manchester. Però, non è chiaro se la strada fosse stata realizzata prima dell'insediamento.

### Medioevo
Si pensa che la religione cristiana sia giunta nel paese alla fine del VI secolo, poiché esiste la documentazione di una chiesa di Blagbourne del 596. La città fu importante durante il periodo anglosassone, quando venne istituita la centena di Blackburn, divisione amministrativa del regno di Nortumbria. Tra l'XI secolo e il XII secolo vennero costruiti una chiesa ed una croce di mercato. Sempre nel XII secolo, la cittadina iniziò a perdere rilevanza perché la capitale regionale divenne Clitheroe.

### Rivoluzione tessile ed industriale

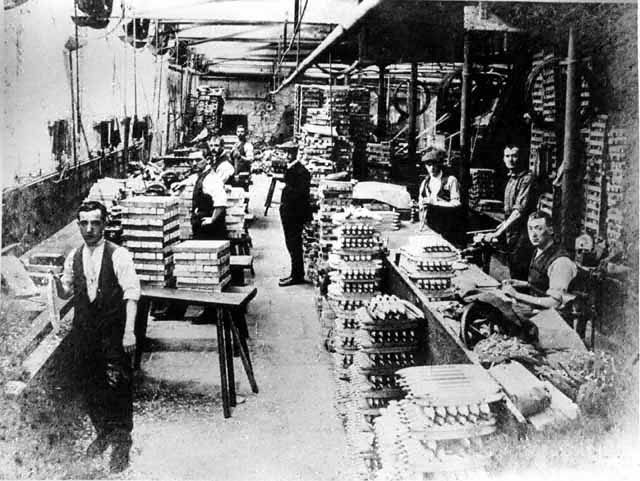
Operai che producono navette, in una fotografia datata intorno al 1920

La produzione tessile a Blackburn iniziò nel XIII secolo, quando i contadini tessevano la lana delle pecore nelle loro case. Però, a sviluppare l'industria furono i tessitori fiamminghi che si stabilirono nella zona nel XIV secolo. Nella metà del XVII secolo, la città era famosa per i Blackburn checks, motivi blu e bianchi, e poco tempo dopo divennero famosi anche i Blackburn greys. Nella prima metà del XVIII secolo l'industria tessile era l'industria principale della cittadina. Dalla metà del XVIII secolo  al XX secolo, Blackburn si trasformò da una semplice città di mercato alla capitale mondiale della tessitura, e la popolazione aumentò da 5 000 abitanti ad oltre 130 000 abitanti. La produzione tessile di cotone iniziò ad espandersi dal 1750 circa. I contadini, riforniti e pagati a cottimo dai mercanti, filavano il cotone e lo tessevano per realizzare tessuti. I mercanti provvedevano anche a sbiancare e tingere i tessuti. Dopo il 1775, vennero costruite i primi cotonifici. I primi cotonifici erano magazzini convertiti: nel 1797 venne costruito il primo vero e proprio cotonificio, e nel 1824 ce n'erano già 24. Nel XVIII secolo, la tessitura era svolta principale dai tessitori che lavoravano con i telai nelle proprie case. Tuttavia, dopo il 1825 vennero introdotti i primi telai meccanici, i contadini iniziarono a perdere il proprio lavoro. Nel 1826, arrivò anche a Blackburn la rivolta dei telai meccanici, che si stava diffondendo in tutto il Lancashire, in risposta ai numerosi licenziamenti e ai salari bassi.

### Declino dell'attività tessile

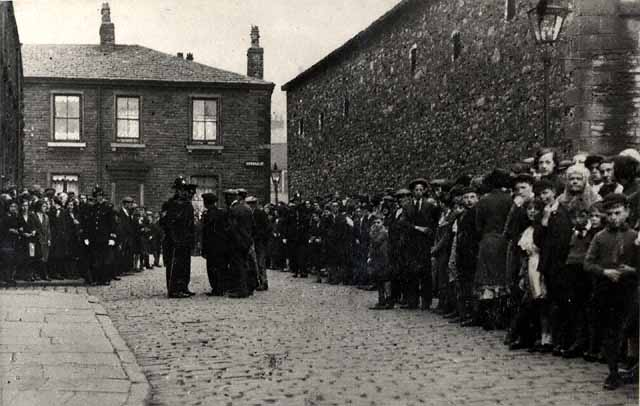
I dipendenti di un cotonificio in sciopero nel 1920

Nel 1890, la Camera di commercio di Blackburn riconobbe che l'economia cittadina dipendeva eccessivamente dall'industria del cotone, mettendo in guardia dal pericolo di "avere solo una corda nell'arco." L'avvertimento si rivelò profetico, in quanto nel primo decennio del XX secolo ci furono due crisi nell'industria tessile, una nel 1904 e l'altra nel 1908. Sfortunatamente, le crisi colpirono anche le industrie dipendenti da quella tessile.

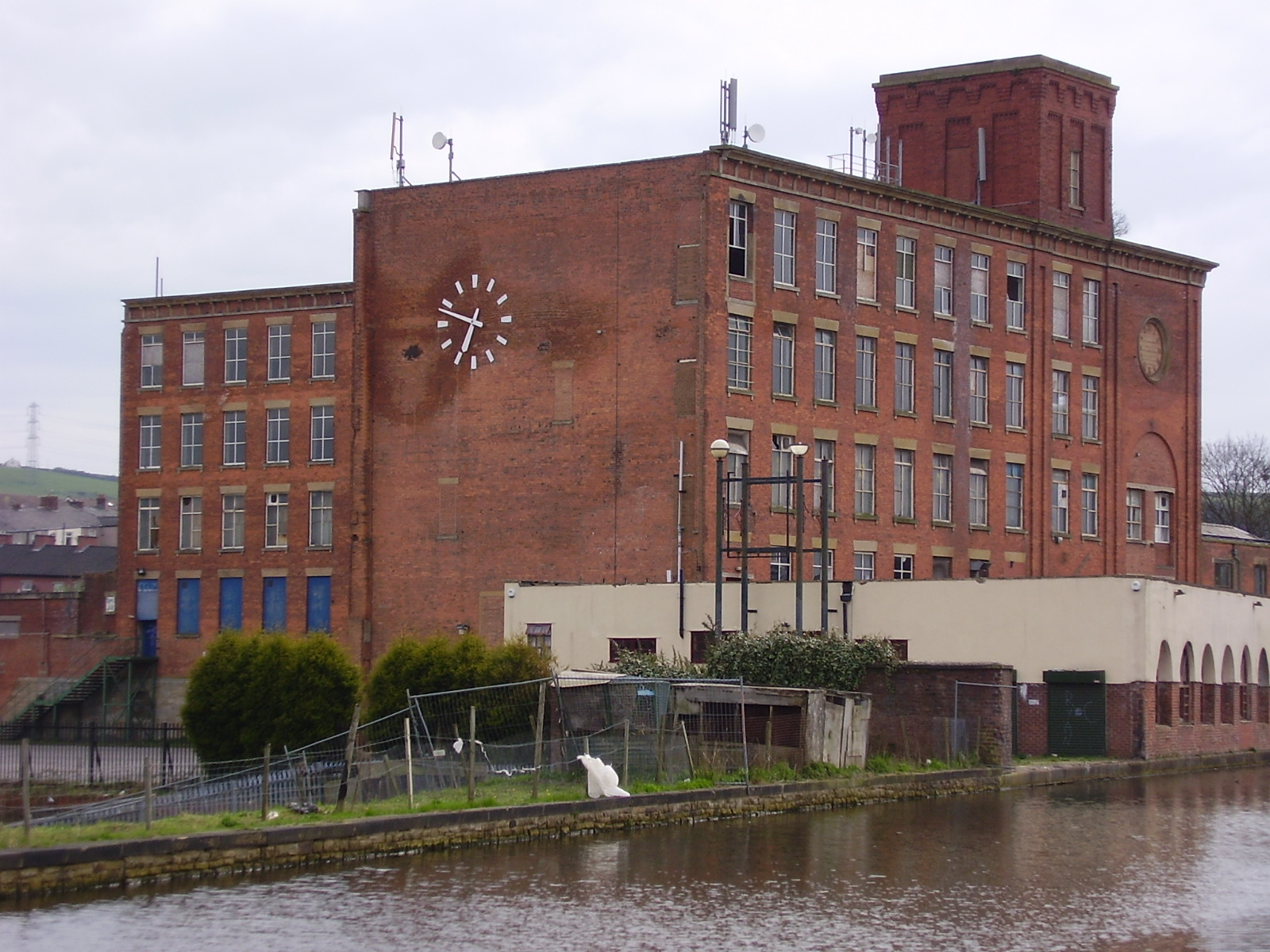
L'Albion Mill in una fotografia del 2008. Il cotonificio chiuse nel 1975 e venne demolito nel 2010.

Durante la Prima guerra mondiale, la sospensione del commercio con l'India portò all'espansione dell'industria cotoniera indiana a spese di quella britannica, e l'imposizione di una tariffa di importazione dell'11% da parte del governo coloniale britannico portò a un drammatico crollo degli scambi commerciali nel 1921, una situazione che peggiorò nel 1922 dopo che il governo indiano aumentò la tariffa al 14%. Poi, lo sciopero generale del 1926 causò l'interruzione della produzione della maggior parte dei cotonifici e lasciò 12 000 persone disoccupate. Dalla Grande depressione fino agli anni 2000, l'industria tessile di Blackburn declinò. Nel 1976, c'erano solo 2 100 telai attivi nella città, in confronto ai 79 405 del 1907.

### Rivitalizzazione dell'industria tessile e della città del XXI secolo
Dopo il continuo declino dell'industria negli anni 2000, ci furono nuovi investimenti negli anni 2010. Nel 2015, lo stilista scozzese Patrick Grant salvò la fabbrica Cookson & Clegg, una fabbrica fondata nel 1860 sull'orlo del fallimento. L'anno successivo, Grant lanciò il brand di vestiti Community Clothing, con sede a Blackburn, per aumentare l'occupazione nelle fabbriche e nelle industrie tessili inglesi.
Nel 2019, ci fu la prima edizione del British Textile Biennial, un festival dalla durata di un mese che celebra l'attività tessile attraverso l'arte e diverse mostre.
Nel 2021, il consiglio del borough di Blackburn with Darwen propose un piano da 250000000 £ per rivitalizzare la città, per costruire nuove case ed offrire nuovi posti di lavoro. Nel 2022, è stata annunciata una spesa di 250000000 £ in investimenti governativi, comunali e privati per la rivitalizzazione dei centri cittadini sia di Blackburn che di Darwen.  Il Townscape Heritage Project creerà un nuovo quartiere culturale nel centro storico di Blackburn. Il consigliere Phil Riley ha affermato che ulteriori investimenti nel prossimo decennio potrebbero portare a 100 000 posti di lavoro nel distretto.

## Geografia fisica
Blackburn si trova a 14 km ad est di Preston ed a 34 km a nord-nordest di Manchester. La Ribble Valley e i West Pennine Moors, parte dei Monti Pennini, si trovano rispettivamente a nord e a sud della città. Blackburn è il paese più grande del Lancashire dell'est.

## Luoghi di interesse

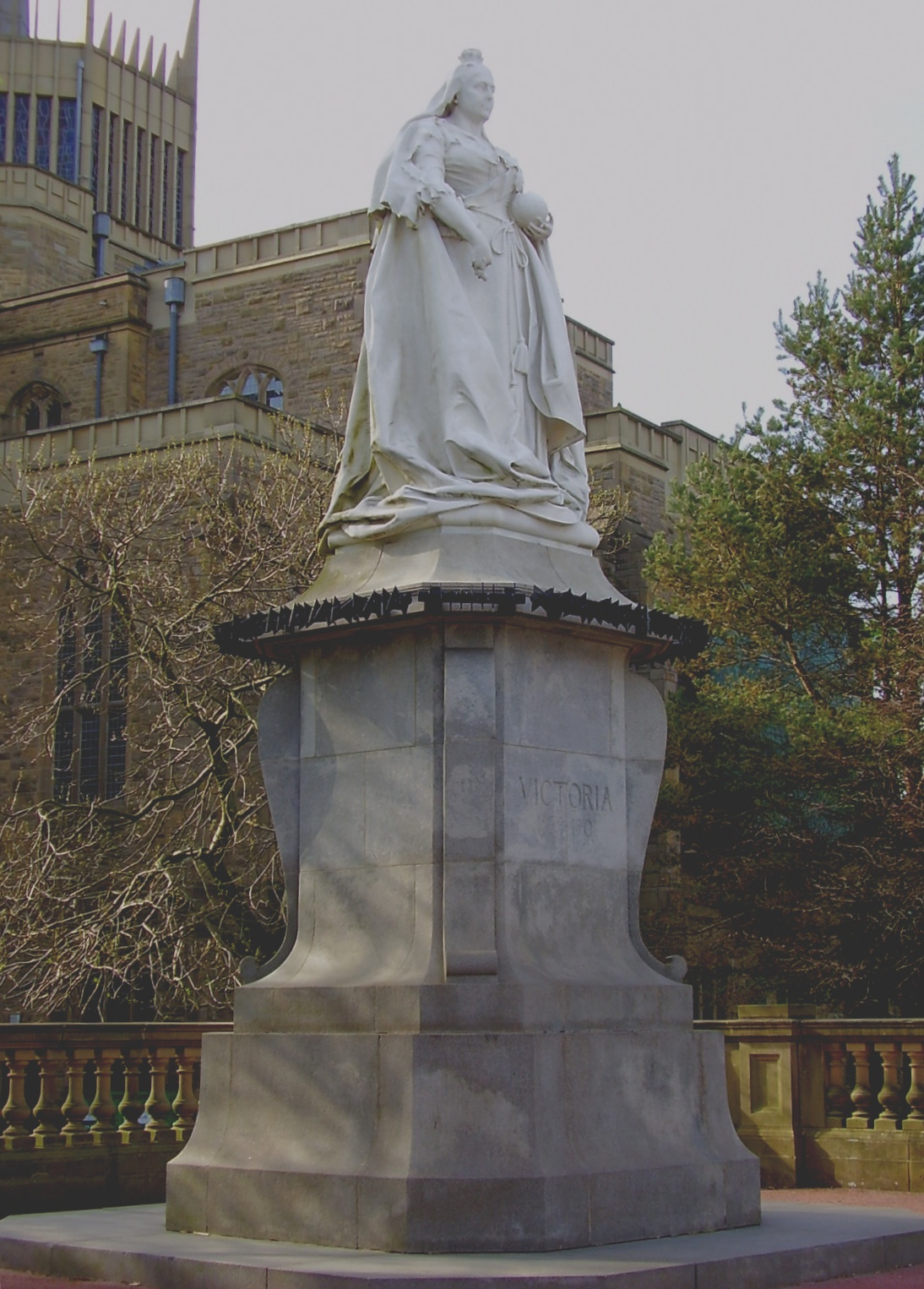
La statua della regina Vittoria, situata accanto alla cattedrale

- Cattedrale di Blackburn, in stile neogotico.
- Ewood Park
- Statua della Regina Vittoria, inaugurata nel 1905 dalla principessa Luisa di Sassonia-Coburgo-Gotha.

## Infrastrutture e trasporti

### Ferrovie

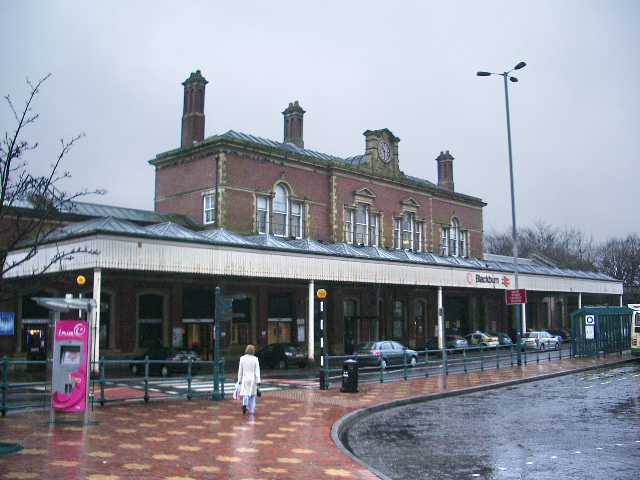
La stazione di Blackburn

La stazione ferroviaria di Blackburn è situata nel centro della città. I servizi ferroviari sono operati dalla Northern Trains. La stazione si trova sulla Ribble Valley Line. 

### Autobus
La nuova autostazione di Blackburn è stata inaugurata nel maggio 2016. Nell'ambito della riqualificazione del Cathedral Quarter, all'esterno della stazione è stato costruito un nuovo interscambio, da cui tutti gli autobus proseguono verso la stazione.

### Strade
La Motorway M65 passa a sud di Blackburn. Il sesto svincolo della strada è a Blackburn, nella zona di Intack. La M65 collega Blackburn alla rete autostradale nazionale.
Altre strade principali che passano per Blackburn sono la A666 road e la A677 road.

## Sport
La maggiore squadra di calcio locale è il Blackburn Rovers, che gioca le sue partite casalinghe a Ewood Park. Dalla stagione 2018-2019 milita in Football League Championship.